# Даян-Омбо
Даян-Омбо — старший дербетский тайши с 1648 года, один из сыновей тайши Далай-Батыра.

## Биография
В 1637 году после смерти Далай-Батыра и разделения его улусов между тринадцатью сыновьями, главой дербетов стал его сын Дайчин-Хошучи, которому в 1648 году наследовал младший брат Даян-Омбо.
В том же 1648 году Даян-Омбо сообщил через тобольского воеводу И. И. Салтыкова царю Алексею Михайловичу, что он унаследовал отцовский трон, «стал на отцовских улусах». Дербетский тайши Далай Батыр, будучи сторонником добрососедских отношений между Джунгарским ханством и Московским царством, вел многолетнюю борьбу за централизацию Джунгарского ханства и соблюдение условий ойратского союзного договора 1633 г.  о совместной обороне и кочевании, в связи с чем, после его смерти, при правлении одного из его сыновей Даян-Омбо продолжилась многолетняя междоусобная  борьба сторонников централизации Джунгарского ханства - дербетских тайши с сепаратистами -  торгутскими тайшами, которые своими набегами осложняли двусторонние отношения между Джунгарским ханством и Московским царством, и хотели выйти из под власти дербетских и чороских тайшей. Новый дербетский тайши, продолжая политику централизации своего отца - Далай Батыра, занял лояльную позицию по отношению к русскому правительству и также как и  торгутские тайши прислал послов в Тобольск.

В 1673 году Даян-Омбо упоминается в  Сибирском приказе, присланной в Посольский приказ и составленной на основании отписок тобольского, красноярского и кузнецкого воевод о приездах к ним послов от ойратских тайшей:  
«Во 157 году генваря в 30 день писал к великому государю ис Тобольска боярин и воеводы Иван Иванович Салтыков с товарыщи: пришли-де в Тоболеск ис калмыцких улусов от Доян-тайши посол Кичю с человеком своим и просились к Москве. А ведет он, посол, от тайши к великому государю в дарех 2 иноходца да 2 бабра да 4 барса». 
В 1663 году хошутские и дербетские улусы тайшей Кундулен-Убуши (3 тыс. кибиток) и Даян-Омбо (1 тыс. кибиток) после начала междоусобной борьбы отделились от прочих хошутских и дербетских улусов и отступили из Джунгарского ханства, с территории Сары-Арка (ныне Центральный Казахстан) в Приуралье и Поволжье, где номинально признали власть калмыцкого (торгутского)  тайши Мончака и верховную власть русского государства. В 1671 году улусы Даян-Омбо и торгутские улусы тайши Дайчина подверглись нападению хошутского тайши Аблая. Улусы торгутского тайши Дайчина были завоеваны Аблаем, а сам Дайчин был выслан в Тибет. Позднее Аблай был разбит торгутским тайшой Аюкой и дербетским тайшой Солом-Цереном, и главой торгутских улусов стал Аюка-тайши, а главой волжских дербетских улусов стал Солом-Церен, сын Далай Батыра.